# Вурник, Хелена
Хелена Вурник (словен. Helena Vurnik; 26 сентября 1882, Вена — 6 апреля 1962, Радовлица) — словенская художница и дизайнер.

## Биография
Отцом Хелены Вурник был Мориц Коттлер, юрист почтового управления, мать Бронислава (урождённая Труг) была польского происхождения. Хелена четыре года училась игре на фортепиано после школы, а также училась рисованию акварелью. Именно тогда у неё пробудилась любовь к искусству, и, несмотря на сопротивление родителей, она подала заявление на четырёхлетнее обучение графике в экспериментальный институт, где изучала масляную живопись и овладевала графическими техниками (литографией, гелиографией и офортом). После Хелена продолжила своё образование в Женской художественной школе. По окончании учёбы она получила шестимесячную Национальную стипендию, которая позволила ей поехать в Италию. Затем Хелена провела пять месяцев в районе Модены, а когда вернулась, сняла и устроила студию на вырученные от продажи работ в Италии деньги и стала иллюстратором в венском газете «Экстраблатт». По рекомендации профессора Людвига Михалека она выставлялась в галереях и выставочных залах Дома художников.
В ноябре 1913 года Хелена вышла замуж за архитектора Ивана Вурника. Они переехали в Радовлицу в 1915 году, а через полгода Вурник был призван в армию, где пробыл до конца Первой мировой войны. После окончания войны семья переехала в Любляну, где Вурник устроился на работу в недавно созданный университет. Хелена изучала английский язык, вела скромную светскую жизнь и материально зависела от мужа. В 1923 году у них родился сын Иван Нико. Мужу Хелены в основном доставались заказы, связанные с религиозными объектами. Ивану часто не хватало времени, чтобы довести работу до ума, поэтому многие проекты не нравились ему с технической или эстетической точки зрения.
В апреле 1942 года итальянские оккупанты расстреляли сына Ивана Нико, к которому Хелена была сильно привязана. Она постепенно перестала творить. Супруги получали все меньше и меньше заказов, и Вурника уволили с архитектурного факультета. В 1956 году они вернулись в Радовлицу, где Хелена умерла после продолжительной болезни в 1962 году.

## Творчество
Как художница, Хелена Вурник происходила из кругов Венского сецессиона, который ознаменовал всё её творчество. После переезда в Любляну она включила в свою работу ряд словенских фольклорных элементов, используя словенские национальные цвета (белый, синий и красный). Также на её творчество повлияли прерафаэлиты (стилизованные растительные мотивы) и Пюви де Шаван (фигуры божеств и святых). В период между двумя мировыми войнами Хелена Вурник создала множество произведений искусства, которыми отмечено словенское искусство, при том, что реже стала участвовать в выставках, как раньше в Вене. Хотя она не была словенкой и переехала в Любляну как зрелая художница, её самые важные работы характеризуются сильным национальным символизмом и участием в национальном освободительном движении под эгидой католической церкви.

### Светское искусство
Она начала свою творческую карьеру в качестве иллюстратора в венской газете «Экстраблатт». В Словении она рисовала заглавия и виньетки для изданий «Дом и мир», «Младико» и «Календарь Мохорского общества». В частности, интересны её иллюстрации в «Доме и мире», демонстрирующие талант к политической сатире. Она иллюстрировала книгу Йозефа Лесара «Апостолы Господа I–II».
С итальянских и венских времён известны её гравюры «Скрипач и певец», «На пустынных дорогах», «Парижанка», «В тихом храме», «Дом в Бухаре» и «Памяти Ивана Цанкара». Из ранних произведений сохранились работы «Еврей», «Дорожный рабочий», «Рыночный день в Мирандоле» и «Портрет молодой жены». Позже она продолжала рисовать на холсте, но в гораздо меньшей степени. Из более позднего периода сохранились картины «Светила ночь» (по мотивам цыганской песни), «Двор дома Вурника в Радовлице» и др.
Самая известная работа Хелены Вурник — настенные росписи на здании Кооперативного коммерческого банка на улице Миклошича в Любляне, который теперь известен как Дом Вурник. Создавая данную работу, она следовала идее своего мужа о новом словенском национальном архитектурном стиле, поэтому росписи характеризуются фольклорными элементами (словенские национальные цвета, стилизованные узоры вышивки и женские фигуры в национальных платьях).

### Религиозное искусство
Заказы носили в подавляющем большинстве религиозный характер, как, например, заказ на роспись частной часовни епископа Андрея Карлина в Триесте в 1915 году. Она написала для Карлина три композиции: «Благовещение Марии», «Святой Андрей» и «Пасхальное утро», из которых закончила первую. До этого она не выполняла работы в больших форматах, так что заказ для неё стал большой проблемой. Супругов консультировал прелат Франц Кимовец, который также давал им церковные заказы. В 1919 году супруги приняли заказ на ремонт церкви в Тополе над Медводами, для которой Хелена нарисовала Святую Екатерину перед судьями. Самые известные церковные работы: Сердце Иисуса, Майская Мадонна (главный алтарь церкви Святого Криштофа в Любляне, которая сейчас уже не выставляется), Маленькая Терезица (церковь Святого Петра в Любляне), Святая Магдалена, Аве Мария, иконы Святой Анне, Мадонне под крестом и Святому Фаддею (церковь Святого Петра в Любляне), Майская Мадонна (Собор Святого Николая), Благовещение Марии (церковь Святого Вида в Любляне) и четыре небольшие картины (главный алтарь церкви в Содражице). Хелена часто изображала себя, мужа и сына в роли святых.
Помимо живописи она применяла мозаичную технику, в которой неоднократно изображала группу из четырёх евангелистов, например, четыре небольших изображения на ретабулах в приходской церкви в Радовлице, на крылатом алтаре в Мирне (сгорели во время Второй мировой войны) и на фасаде церкви Святого Петра в Любляне, где изображена фигура Христа среди дельфинов, которые являются символами воскресения. Для приходской церкви в Крани создала мозаику Марии Морской Звезде, а для фасада бенедиктинской базилики в Опатии – мозаику Мадонне Морской Звезды.
Хелена Вурник также подготовила множество предложений, выкроек и эскизов для машинной вышивки на литургической одежде, выполненной школьными медсестрами в Мариборе. Для епископа Антона Еглича в 1923 году был разработан орнамент в национальных цветах и расшит золотыми нитями. В 1938 году он был представлен на Международной выставке в Берлине, где получил диплом и медаль. Она также проектировала флаги, церковные знамёна, украшения для церковных колоколов и литургических сосудов для Трновского прихода в Любляне и эмалированные украшения для табернаклей и монстранций.

## Внешние ссылки
- Asta Znidarčič: Vurnik, Helena (1882–1962). Slovenska biografija. Elektronska izdaja. Ljubljana: SAZU, ZRC SAZU, 2013.
- Andrej Smrekar: Helena Vurnik. Narodna galerija, 2017.
- Jožica Grgič: Iz velemesta v provinco, v revščino in podreditev možu. Delo 21. september 2017.
- Polona Balantič: Dunajčanka, v kateri je Ivan Vurnik videl potencial, da mu bo pomagala vzpostaviti slovenski narodni slog. MMC RTV SLO 23. september 2017.
- Vurnik, Helena Архивная копия от 19 января 2019 на Wayback Machine. Gorenjci.si.